# Sixto Jáuregui
Sixto Jáuregui Carbajo (* 1. Dezember 1931 in Lima, Peru; † 27. Dezember 2018) war ein peruanischer Karambolagespieler in der Disziplin Dreiband.

## Karriere
Jáuregui, der im „Primero o Barrio de Monserrate“ in Lima aufwuchs, begründete zusammen mit Adolfo Suárez Perret und Humberto Suguimitzu Honda den Ruhm des peruanischen Billardsports der 1960er und 1970er Jahre. Er gewann 1985 in Trujillo  Peru, zusammen mit Máximo Aguirre Santillán (zu der Zeit in Deutschland lebend und für das zweite deutsche Team bei den Dreiband-Weltmeisterschaften für Nationalmannschaften 1991 und 1992 spielend) einen Nationaltitel und einen lateinamerikanischen Mannschaftstitel.
Er stellte bei der Dreiband-Weltmeisterschaft für Nationalmannschaften 1985  in Bordeaux, Frankreich, den Weltrekord von 15 in der Höchstserie (HS) ein, der später dann noch vom Schweden Torbjörn Blomdahl um 2 Punkte übertroffen wurde.
Im Alter lebte er in New York, USA und verstarb dort auch wahrscheinlich.

## Erfolge
- Dreiband-Andenmeisterschaft:  1984
- Dreiband-Lateinamerikameisterschaft für Nationalmannschaften:  1985 (zusammen mit Máximo Aguirre)

Quellen: 

## Auszeichnungen
- 2002 Laureles Deportivos, höchste peruanische Sportlerauszeichnung in der Klasse „Gran Cruz“ (Großkreuz).[1][3]